# Ferdi Kadıoğlu
Ferdi Erenay Kadıoğlu ([fæɾˈdi eɾeˈnaj kaˈdɯoːɫu]; * 7. října 1999) je fotbalista, který hraje jako krajní obránce, záložník nebo křídlo za Brighton & Hove Albion FC. Narodil se v Nizozemsku, ale hraje za tureckou reprezentaci. Reprezentoval Nizozemsko v kategoriích do 16, 17, 18, 19 a 21 let. 

## Reprezentační kariéra
Kadıoğlu se narodil v Nizozemsku tureckému otci a holandsko-kanadské matce. Proto mohl reprezentovat Turecko, Nizozemsko i Kanadu. Hrál za mládežnické reprezentace Nizozemska.
V roce 2021 hrál za Nizozemsko na Mistrovství Evropy hráčů do 21 let. 12. listopadu 2021 prohlásil trenér Turecka Stefan Kuntz, že očekává, že bude Kadıoğlu hrát za Turecko.
V červnu 2022 debutoval za Tureckou reprezentaci. 18. listopadu 2023 vstřelil gól za reprezentaci. Byl vybrán do sestavy na Mistrovství Evropy ve fotbale 2024.